# 장민혁
장민혁(1978년 12월 28일 ~ )은 대한민국의 성우로, 2006년 한국방송 성우극회 공채 32기로 입사했다.

## 출연 작품
굵은 글씨는 메인 캐릭터.

### TV 애니메이션
- 골판지 전사 (카툰네트워크) - 전한조, 김도광
- 신비아파트: 고스트볼의 비밀 (투니버스) - 지하국대적
- 골판지 전사 더블 (카툰네트워크)
- 내 친구 해치 (SBS) - 초코칩
- 닌자의 왕 (애니맥스) - 유키미 카즈히코
- 달의 요정 세일러문 R (대원방송) - 프린스 데이먼드
- 디지몬 세이버즈 (대원방송) - 얼포스브이드라몬
- 디지몬 크로스워즈 (대원방송) - 아폴로몬
- 데인저 마우스 (2015년 애니메이션) - 데인저 마우스
- 디퍼와 메이블의 미스터리 모험 - 디퍼
- 라이브온 카드리버 (재능TV) - 송지학
- 마스크 마스터즈 (KBS) - 백호
- 무한동력 (QOOK) - 장선재
- 명탐정 코난 극장판 (11번째 스트라이커) - 장동민
- 명탐정 코난 - 우상길
- 미르모 퐁퐁퐁 (투니버스) - 고지용
- 바비의 공주와 거지 (대원방송) - 왕자
- 버블버블 마린 (KBS) - 알토
- 부탁해 마이 멜로디 4 (카툰네트워크)
- 블리치 3기 (애니맥스) - 노바, 렌지
- 빨간 자전거 (KBS) - 우편 집배원
- 소년탐정 김전일 Original (대원방송) - 오노 코헤이
- 썬더 일레븐GO (재능TV) - 차강일(쿠루마다 고우이치), 우태양
  - 썬더 일레븐GO 크로노스톤(재능TV) - 알파, 우태양, 사카모토 료마
- 어떤 마술의 금서목록 (애니맥스) - 우나바라 미츠키, 에차리
  - 어떤 마술의 금서목록 2기 (애니맥스) - 우나바라 미츠키, 에차리, 후방의 아쿠아, 코마바 리토쿠
- 우리들이 있었다 (애니박스) - 타케우치
- 완소! 퍼펙트 반장 (대원방송) - 동우진
  - 미라클체인지 퍼펙트반장 (대원방송) - 동우진
- 이누야샤 완결편 (애니박스) - 카오우
- 원피스 (대원방송) - 퀴로스
- 이야기가 퐁퐁퐁 (어린이TV)
- 정말 웃기는 마을 (니켈로디언)
- 쥬얼 펫 (재능TV) - 강승우
  - 쥬얼펫 트윙클 (어린이TV) - 진푸름
  - 쥬얼펫 선샤인 (어린이TV) - 에밀리집사, 곰치보그박사, 제갈코치
- 코라의 전설 (니켈로디언) - 마코
- 코지코지 (애니맥스) - 게란, 정월이
- 토라도라! (애니맥스) - 키타무라 유사쿠
- 톰과 제리 셜록 홈즈를 만나다 (카툰네트워크) - 셜록 홈즈
- 플루팔루 대모험 (KBS Kids)
- 페어리 테일 (대원방송) - 메스트(드란발트)
- 피쉬와 칩스 (KBS) - 토피도, 말론
- 흑집사 (애니박스) - 드로셀 카인즈
- 히어로:108 (카툰네트워크) - 린청
- 꼬마기차 추추 (KBS) - 기린 아저씨
- 포켓몬스터: 리코와 로드의 모험 (투니버스) - 루시아스
- 포켓몬스터 디 오리진 (투니버스) - 웅
- 아라다 창세전 (투니버스) - 아카치
- 헬로 카봇 (KBS) - 호크
  - 헬로 카봇 붐바 (SBS) - 호크 X
- 꼬마버스 타요 (EBS) - 에어, 크리스, 어린 빌리
- 좀비덤 (KBS) - 공사장스컬
- 뛰뛰빵빵 올리 (EBS) - 로이스톤, 믹
- 어린 왕자 (EBS) - 왕
- 크로스 게임 (EBS) - 남도훈 감독, 천승리
- 로보텍스 (KBS) - 카이
- 독도수비대 강치 (EBS1) - 아무르 / 사철어르신
- 해피니스 차지 프리큐어! - 레드
- 시노스톤 (KBS1) - 아서

### 극장용 애니메이션
- 기기괴괴 성형수 - 지훈
- 어린왕자 - 뱀
- 모험왕 블링키 - 잭코
- 포켓몬 더 무비 XY: 후파: 광륜의 초마신 - 바르사
- 겨울왕국 - 크리스토프
- 겨울왕국 2 - 크리스토프
- 명탐정 코난: 11번째 스트라이커 (MOVIE) - 장동민
- 썬더일레븐GO 극장판 궁극의 우정 그리폰 (MOVIE) - 차강일
- 극장판 썬더일레븐 GO VS 골판지 전사 W (MOVIE) - 우태양, 이건혁
- 쿵푸팬더2 (MOVIE)
- 크루즈 패밀리 (MOVIE) - 가이 (라이언 레이놀즈)
- 언어의 정원 (MOVIE) - 타카오의 형
- 이디야와 얼음왕국의 전설 - 이디야
- 에코 플래닛 3D: 지구 구출 특급 대작전 (MOVIE) - 존슨 대통령
- 너의 이름은. - 후지이 츠카사
- 매지컬: 공주를 웃겨라 - 폴
- 원더랜드 - 피넛
- 조제, 호랑이 그리고 물고기들 - 츠네오
- 스파이 지니어스 - 랜스 스털링
- DC 리그 오브 슈퍼-펫 - 슈퍼맨
- 더 퍼스트 슬램덩크 - 정대만
- 그대들은 어떻게 살 것인가 - 쇼이치

### 특수 촬영 드라마
- 가면라이더 키바 (애니원) - 비숍, 스왈로테일팡가이어
- 가면라이더 디케이드(애니원) - 시바 타케루(블레이드 레드)
- 가면라이더 위저드 (애니원) - 한수호 / 가면라이더 위저드
- 파워레인저 갤럭시포스 - 스팅거/스콜피온 오렌지
- 미라클 멜로디 (투니버스) - 마왕

### 외화

#### 전담배우
샤이아 러버프
- 뉴욕 아이 러브 유 (KBS) - 제이콥 / 벤(헤이든 크리스텐슨) / 가계주인
- 인디아나 존스4 (KBS) - 멋 윌리엄스
- 트랜스포머 (KBS) - 샘 윗위키
  - 트랜스포머: 패자의 역습 (KBS) - 샘 윗위키

베네딕트 컴버배치
- 셜록 (KBS) - 셜록 홈즈
- 노예 12년 (KBS) - 윌리엄 포드
- 천일의 스캔들 (KBS) - 윌리엄 캐리
- 브렉시트: 치열한 전쟁 (KBS) - 도미닉 커밍스

#### 드라마
- 닥터 지마스 (텔레노벨라) - 실베리오, 웨슬리
- 닥터후 스페셜 (KBS) - 네이선(데이비드 에임즈)
- 리얼 휴먼 (KBS) - 토베 (셰레 헤데브란트)
- 먼데이 모닝스 (MBC) - 타이 윌슨 (제이미 뱀버)
- 삼국지 (KBS) - 원상, 유기, 강유
- 여총리 비르기트 시즌 1~2 (CNTV) - 필립 (미카엘 비르크자에르) / 닐스 (총리실 사무차관) / 시몬 (TV1 정치부 기자)
- 이브의 복수 (텔레노벨라) - 토니 / 브루노
- 찰리야 부탁해 (디즈니 채널) - PJ 던컨 (제이슨 돌리)
- 콜드 케이스 (KBS) - 대니 (7화), 베니 (15화), 션 (21화), 도미닉 (22화)
- 폴링 스카이 (KBS) - 할 (드류 로이)
- 삼총사 (KBS) - 아라미스 (산티아고 카브레라)

#### 영화
- 굿바이 (KBS) - 야마시타(스기모토 뎃타)
- 그랜토리노 (KBS) - 스파이더 (두와 무와)
- 그린 존 (KBS) - 클라크 파운드스톤 (그레그 키니어)
- 디센던츠 (디즈니 채널) - 벤
- 레터스 투 줄리엣 (KBS) - 찰리 (크리스토퍼 이건)
- 링컨 차를 타는 변호사 (KBS) - 테드 민턴 (조시 루커스), 코리스 (시어 위검)
- 매버릭 (KBS) - 조니(맥 페리치) / 은행 직원(로버트 존스) / 딜러(게이 리처드 프랭크) / 중년 남자(존 마이어)
- 뮬란 - 야오(동진영)
- 미스 에이전트 (KBS) - 에릭 매튜 (벤저민 브랫)
- 버틀러 (KBS) - 닉슨(존 쿠삭)
- 배트맨 2 (KBS) - 신문 판매원(숀 웰런) / 맥스의 회사 직원(스티브 위팅) / 셀리나의 남자 친구(전화 목소리)
- 상하이 나이츠 (KBS) - 아서 코넌 도일 (톰 피셔)
- 센스 앤 센서빌리티 (KBS) - 로버트 페라스 (리처드 럼스든), 토머스 (이언 브림블)
- 신비한 동물들과 그린델왈드의 범죄 - 테세우스(칼럼 터너)
- 쓰리 킹즈 (KBS) - 콘래드 빅 (스파이크 존즈)
- 아이 엠 러브 (채널A) - 지안루카 (마티아 자카로)
- 아이언 맨 (KBS) - 자비스 (폴 베타니) / 지미(케빈 포스터)
- 앤트맨/앤트맨과 와스프/캡틴 아메리카: 시빌 워/어벤져스: 엔드게임 - 스콧 랭 (폴 러드)
- 언터처블: 1%의 우정 (KBS) - 바스티엥(토마 솔리비레) / 아다마(시릴 멘디) / 경찰(닉키 마봇) / 면접 지원자(르노 바르스)
- 에반 올마이티 (KBS) - 마티(존 마이클 히긴스)
- 오만과 편견 (KBS) - 콜린스 (톰 홀랜더)
- 오션스 일레븐 (KBS) - 러스티의 친구(토퍼 그레이스) / 자동차 딜러(조 라 두에)
- 월요일이 사라졌다(KBS) - 아드리안(마르반 켄자리)
- 유브 갓 메일 (KBS) - 케빈 잭슨 (데이브 셔펠) / 컴퓨터 시스템 음성(엘우드 에드워즈) / 커피 가게 직원(조지 F. 밀러)
- 은하수를 여행하는 히치하이커를 위한 안내서 (KBS) - 마빈 (워윅 데이비스 / 앨런 리크먼(목소리))
- 이클립스 (KBS) - 마이크 (마이클 웰치), 알렉 (캐머런 브라이트), 퀼 (타이슨 하우스먼)
- 정무문 (KBS) - 무술 수련생(이곤) / 일본 무술인(진룡)
- 챈스 일병의 귀환 (KBS) - 리치(존 마가로)
- 캐리비안의 해적 (KBS) - 라게티 (매켄지 크룩)
  - 캐리비안의 해적 2 (KBS) - 라게티 (매켄지 크룩) / 낚시꾼(모레이 트레드웰)
  - 캐리비안의 해적 3 (KBS) - 라게티 (매켄지 크룩)
- 테이큰 (KBS) - 피터(니콜라스 지로드) / 라만의 부하(잘리 나키리) / 가수의 동료(나단 리피)
- 티벳에서의 7년 (KBS) - 나왕(BD 웡) / 기자
- 톡 투 미 (KBS)
- 패딩턴 (KBS) - 지하철 경비원(톰 미튼) / 탐험가 협회원(루퍼스 존스) / 화물 경비원
- 퍼펙트 스톰 (KBS) - 벅시 (존 호키스)
- 프린세스 구출 대작전 (디즈니 채널) - 에드
- 피막 (KBS) - 애 (칸타팟 페름푼팟차라숙)
- 하이스쿨 뮤지컬 (디즈니 채널) - 라이언, 지크
  - 하이스쿨 뮤지컬2 (디즈니 채널) - 라이언, 지크
  - 하이스쿨 뮤지컬3 (디즈니 채널) - 라이언
- 해리포터와 불사조 기사단 (MOVIE) - 네빌 롱바텀 (매슈 페리)

### 내레이션
- KBS 특별기획 10부작 코리언 지오그래픽 (KBS) : 2014.10.02, 10.09, 10.16, 10.30, 11.06
- KBS 글로벌 다큐멘터리 안녕, 원숭이 (KBS) : 2014.09.21,09.28,10.05
- KBS 공사창립 41주년 특집 공영방송의 미래 (KBS) : 2014.03.04, 03.05
- KBS 글로벌 대기획 색, 네 개의 욕망 (KBS) : 2014.01.10, 01.24
- KBS 특선다큐 길 위의 두 친구 (KBS) : 2013.02.18
- 시네마천국 (EBS): 2012
- OBS 6.25 특별기획 - 한국전쟁, 뜨거운 가슴으로 맞서다, 낙동강 전투 (OBS): 2013
- 현장르포 특종세상 (MBN): 2013 ~
- 청소년 리얼체험 땀 (EBS) : 2013.08 ~ 2014.03
- 역사저널 그날 (KBS) : 2013.10.26 ~ 2016.12.17
- KBS 파노라마 - 추사 김정희, 어느 가을날의 여행 (KBS) : 2013.11.22
- 다큐공감 - 다빈치의 장바구니 (KBS) : 2014.03.25
- 세상의 모든 다큐 - 위성 고고학, 고대 로마를 발견하다 (KBS) : 2014.03.26, 03.27
- 세상의 모든 다큐 - 하늘을 나는 자동차 1.끝나지 않는 도전/2.수직이륙 (KBS) : 2014.04.29, 04.30
- 카톡쇼S (채널A) - 2014.04 ~ 2014.12
- 속사정 쌀롱 (JTBC) - 2014.11 ~ 2015.03
- YTN 독도의 날 특별기획 - 2014.10
- 다큐프라임 세계문명사 대기획 - 천불천탑의 신비, 미얀마 (EBS) : 2015.05.18 ~ 2015.05.20
- 위기탈출 넘버원 (KBS) : 2016.03.07 ~ 2016.04.11
- KBS 장애인의 날 특집다큐 일곱번째 기적, 그들이 있었다 (KBS) : 2016.04.20
- MBC 네트워크 특선 아빠의 행복, 육아 노르웨이를 가다 (MBC) : 2016.05.09
- KBS 세상의 모든 다큐 아버지, 나의 아버지 (KBS) : 2016.05.11
- 드림 주니어 (MBC)
- 경이로운 자연의 세계 (EBS) 뛰어난 조각가, 노란배수액빨이딱따구리 : 2016.06.19, 2016.11.28
- 경이로운 자연의 세계 (EBS) 복어와 미스터리 서클 : 2016.06.26
- 세계의 눈 (EBS) 그레이트배리어리프의 보름달 : 2016.07.02
- 해외걸작다큐 (KBS) 동물원 밀착탐구 동물 수면의 신비 : 2016.07.12
- 다큐영화 길 위의 인생 (EBS) 절벽을 걷다, 중국 잔도공 : 2016.08.09
- EBS 다큐프라임 (EBS) <앙트레프레너, 경제강국의 비밀> 1부 창조적 파괴자들 : 2016.08.29
- MBC 세계문화탐방 지구촌 축제 <프랑스, 세계 꼭두극 축제> : 2016.09.11
- 세상의 모든 다큐 (KBS) 스타의 부검 리포트 : 마이클 잭슨 : 2016.10.12
- 세상의 모든 다큐 (KBS) 스타의 부검 리포트: 마릴린 먼로 : 2016.10.19
- 경이로운 자연의 세계 (EBS) 꼬리의 승리, 캘리포니아 땅다람쥐 : 2016.12.19
- 속보이는TV 人사이드 (KBS) : 2017.04.13~2018.11.1
- 세계의 눈 (EBS) 보르네오코끼리의 낙원 : 2017.05.07
- 세상의 모든 다큐 (KBS) 다이애나비 사망 7일의 기록 1~2부 : 2017.08.24/2017.08.31
- 세계의 눈 (EBS) 영원한 적수, 사자와 하이에나 : 2017.09.24
- 세계의 눈 (EBS) 그레이트배리어리프의 보름달 : 2017.10.01
- 글로벌 다큐멘터리 (KBS) <와일드 멕시코 1부 산 위의 세상> : 2017.10.08
- 글로벌 다큐멘터리 (KBS) <와일드 멕시코 2부 마야의 숲> : 2017.10.15
- 글로벌 다큐멘터리 (KBS) <와일드 멕시코 3부 태양의 땅, 북부> : 2017.10.22
- MBC 특선다큐 <위대한 영화의 탄생지 - 1부 뉴질랜드> : 2017.11.20
- 시사기획 창 (KBS) <특집 지진 단층이 꿈틀댄다> : 2017.11.28
- 세계의 눈 (EBS) <아프리카 코끼리의 생존 전략> : 2017.12.03
- 시사기획 창 (KBS) <특집 IMF 20년 다시 켜진 경고등> : 2017.12.19
- MBC 스페셜 (MBC) <부모독립프로젝트, 쓰고 죽을까?> : 2018.02.22
- KBS 스페셜 (KBS1) <어느 최저임금 노동자의 눈물> : 2018.04.12
- EBS 추석특선 다큐멘터리 <야생의 세렝게티> (EBS) : 2018.09.22~2018.09.23
- 세계의 눈 (EBS) <야생의 세렝게티-가족의 구성> : 2018.10.27
- 세계의 눈 (EBS) <야생의 세렝게티-경쟁본능> : 2018.11.03
- 세계의 눈 (EBS) <야생의 세렝게티-대이동> : 2018.11.10
- KBS 스페셜 (KBS1) <아파트 과연 불패인가?> : 2018.12.13
- 세계의 눈 (EBS) <루아하 코끼리 생존기> : 2018.12.19
- 세계의 눈 (EBS) <그린란드 썰매개> : 2019.02.06
- 세계의 눈 (EBS) <올빼미의 사생활 - 겨울에서 봄으로> : 2019.02.16
- 세계의 눈 (EBS) <올빼미의 사생활 - 생명의 여름> : 2019.02.23
- 시사기획 창 (KBS) <신년기획 - 미, 중 신냉전시대 오나?> : 2019.01.15
- 시사기획 창 (KBS) <한반도 평화 그 두번째 봄> : 2019.02.26
- 세계의 눈 (EBS) <날지 않는 새, 갈라파고스가마우지> : 2019.03.23
- 글로벌 자연다큐 (EBS) <마다가스카르의 곡예사, 여우원숭이> : 2019.04.27
- 글로벌 다큐멘터리 (KBS) <허블, 우주의 베일을 벗기다> 2020.06.07~06.14
- 다큐On (KBS1) <강, 다시 바다를 만나다> : 2022.02.11

### 라디오 프로그램
광복 70년, 대한민국 이야기 (KBS World Radio)
- 2015.01.06 ~ 2015.12.29 (해설)

### 오디오 드라마
- 더 자라 (夜海) vol.14
- 렛다이(diivaa) - 제희
- 열아홉 스물하나 (夜海) - 주동휘
- 드레시 리버스 (夜海) - 드레시 리버스 사장
- 덕혜옹주 (오디언) - 박무영(김장한)
- 순애보1 (diivaa)
- B씨의 반복되는 하루 (ACO) - 검은 남자
- 갑 (夜海)
- 닥터프린스 (오리온)
- 비마중 (夜海) - 카터 소령
- 펠루아이야기 - 아시어스

### 라디오 드라마

#### KBS
일일 시트콤 남남북녀 (KBS 한민족 방송)
- 2008.04.21 ~ 2012.07.01 (남한강)

소설극장 (KBS 3라디오)
- 2006.05.07 ~ 2006.07.07 제인 오스틴 <오만과 편견> (루카스댁 아들 / 데니)
- 2006.07.08 ~ 2006.08.16 공지영 <우리들의 행복한 시간> (작은오빠 / 경찰)
- 2006.10.08 ~ 2006.12.18 이정명 <뿌리깊은 나무> (박팽년 / 무휼 / 정인지 / 사령 / 어의)
- 2007.11.01 ~ 2008.01.14 한승원 <추사> (해붕 스님 / 이광사 / 허유 / 허성 / 금오랑 / 스님 / 권돈인 외)
- 2008.01.15 ~ 2008.04.20 최인호 <겨울 나그네> (민우)
- 2008.07.29 ~ 2008.09.22 김탁환 <열하광인> (김 진)
- 2008.09.23 ~ 2008.11.14 이선미 <내사랑 원더우먼> (신 활)
- 2012.08.04 ~ 2012.10.05 이정명 <별을 스치는 바람> (해설)

라디오 극장 (KBS 한민족 방송) 
- 2007.06.01 ~ 2007.06.30 고영훈 <야망의 맨발> (요시다 / 청년)
- 2007.07.01 ~ 2007.07.31 송정림 <당신의 뒷모습> (토니)
- 2008.07.01 ~ 2008.07.31 김려령 <완득이> (혁주)
- 2008.09.01 ~ 2008.09.30 조창인 <등대지기> (철용 / 길성)
- 2009.03.01 ~ 2009.03.31 권지예 <붉은 비단보> (준서)
- 2009.04.01 ~ 2009.04.30 이문열 <황제를 위하여> (정 휘)
- 2010.01.01 ~ 2010.01.31 한비 <천국애서> (태일)

라디오 독서실 (KBS 2라디오)
- 2006.04.30 김재영 <코끼리> (샨)
- 2006.06.04 김경욱 <맥도널드 사수 대작전> (남동생)
- 2006.06.18 추민주 <빨래> (남직원)
- 2006.06.25 한창훈 <나는 여기가 좋다> (남자4)
- 2006.08.06 윤성희 <거기, 당신> (정)
- 2006.08.27 전상국 <동행> (아이1)
- 2006.09.24 박범신 <향기로운 우물 이야기> (남자5)
- 2006.10.08 조영아 <여우야 여우야 뭐하니> (형)
- 2006.10.15 박상현 <405호 아줌마는 참 착하시다> (남자)
- 2006.10.22 오현종 <헨젤과 그레텔의 집> (보배)
- 2006.11.05 강석호 <프로포즈> (남자 관중)
- 2006.11.12 정미경 <내 아들의 연인> (초핀)
- 2006.11.26 이기호 <갈팡질팡하다가 내 이럴 줄 알았지> (무지개3)
- 2006.12.03 김애란 <누가 해변에서 함부로 불꽃놀이를 하는가> (친구1)
- 2006.12.24 전성태 <코리언 솔저> (청년)
- 2007.02.04 성석제 <저만치 떨어져 피어 있네> (시위남2)
- 2007.02.18 김원일 <오마니별> (조서방)
- 2007.03.11 김혜정 <수상한 이웃> (버스기사)
- 2007.03.18 이우천 <수녀와 경호원> (딱딱이)
- 2007.04.29 서하진 <요트> (세혁)
- 2007.05.06 한창훈 <아버지와 아들> (남자3)
- 2007.05.13 최원종 <청춘, 간다> (주인)
- 2007.05.27 김서령 <작은 토끼야 들어와 편히 쉬어> (선배)
- 2007.06.24 박양호 <마음의 외줄타기> (의사)
- 2007.07.15 은희경 <아름다움이 나를 멸시한다> (청년)
- 2007.07.22 우현종 <소월> (백인석)
- 2007.08.05 김미월 <유통기한> (배달원)
- 2007.08.26 신경숙 <지금 우리 곁에 누가 있는 걸까요> (산악인2)
- 2007.09.09 장경섭 <종이비행기> (구경꾼)
- 2007.09.16 김윤영 <세라> (복학생)
- 2007.09.23 이혜경 <한갓되이 풀잎만> (행인2)
- 2007.09.30 박형서 <노란육교> (행인1)
- 2007.10.07 채희윤 <밤, 견인의 시각> (차주인)
- 2007.10.28 김애란 <침이 고인다> (학생)
- 2007.11.18 유진월 <불꽃의 여자 나혜석> (남자3)
- 2007.12.02 이청준 <그곳을 다시 잊어야했다> (노선생)
- 2008.01.13 전윤희 <우유> (우유 배달원)
- 2008.01.20 정소현 <양장제본서 전기> (의사)
- 2008.01.27 김지용 <그 섬에서의 생존방식> (우체부)
- 2008.02.24 구효서 <자유 시베리아> (미하일)
- 2008.03.09 김경욱 <99퍼센트> (태만)
- 2008.03.30 오수연 <길> (박)
- 2008.06.29 이범선 <오발탄> (형사)
- 2008.07.20 이효석 <메밀꽃 필 무렵> (동이)
- 2008.08.10 권정생 <무명저고리와 엄마> (아빠)
- 2008.08.17 박완서 <그 여자네 집> (시 낭송)
- 2008.08.24 황순원 <별> (아버지)
- 2008.09.07 강신재 <젊은 느티나무> (현규)
- 2008.10.05 서영은 <먼 그대> (부장)
- 2008.11.02 김애란 <칼자국> (남편)
- 2008.10.05 서영은 <먼 그대> (부장)
- 2008.11.02 김애란 <칼자국> (남편)
- 2008.11.16 황석영 <삼포 가는 길> (청년)
- 2008.11.30 이문열 <금시조> (초헌)
- 2009.12.20 윤영선 <여행> (이태우)
- 2011.01.16 정재민 <미스터리 존재방식> (장현우)
- 2011.07.24 전민우 <안전운전 하십시오> (나 / 해설)
- 2012.03.04 정용준 <떠떠떠, 떠> (나)
- 2014.03.16 조해진 <빛의 호위> (나)

KBS 무대 (KBS 한민족 방송)
- 2006.02.11 봉선화 연정 (관리직원)
- 2006.03.11 푸른 불꽃 (친구2)
- 2006.04.08 마중 가는 길 (중국집 직원1)
- 2006.04.15 족두리 무덤 (백성1)
- 2006.04.29 열정적인 그녀 (학생2)
- 2006.05.20 사랑은 절벽 끝에서 완성된다 (의사)
- 2006.06.03 봉단이 (장사꾼2)
- 2006.06.10 사랑한다 뻐꾹아 (경찰관)
- 2006.07.15 사랑하니까 (박상철)
- 2006.07.29 푸른 별이 반짝이는 밤 (농구선수)
- 2006.08.12 엄마가 돌아왔다 (납골당 직원)
- 2006.08.26 무정블루스 (행인)
- 2006.09.02 공무도하가(公無渡河歌) (군졸2)
- 2006.09.09 아파트 사수 작전 (강우혁)
- 2006.10.14 웅녀 이야기 (무사1)
- 2006.11.18 다시 사랑을 기다리며 (손님4)
- 2006.12.02 펭귄 아빠에 대한 보고서 (민준)
- 2006.12.09 낚시터의 세 남자 (기계음)
- 2006.12.16 담쟁이와 혈죽 (김준호)
- 2007.01.13 배꽃, 피다 (진행관)
- 2007.02.03 아버지의 가출 (경찰)
- 2007.02.24 손주열전 (배달원)
- 2007.05.26 손님 (건달)
- 2007.06.02 동복(同腹)아우 (승객)
- 2007.06.16 차렷, 열중쉬어, 앞으로 가 (권강우)
- 2007.06.30 그남자 그리고 그여자 (영호)
- 2007.08.04 마지막 약속 (김동수)
- 2007.08.11 그란도캐년으로 가다 (준서)
- 2007.09.01 솟대 (소년2)
- 2007.09.15 목소리 (동네 청년)
- 2007.09.22 장돌뱅이 (청년)
- 2007.09.29 캔버스에 관한 보고서 (학생1)
- 2007.12.01 숲 속의 집, 그 행복한 날들 (버스기사)
- 2007.12.08 억수할매, 다시 돌아온 봄날 (기자1)
- 2008.01.12 대설주의보 (고구마 장수)
- 2008.02.02 섣달 그믐밤 (경찰4)
- 2008.03.22 어머니의 자리 (당직의사)
- 2008.04.05 과수원 길 (의사)
- 2008.04.12 베이징 앞으로! (부동산 안내원)
- 2008.04.19 떠나가는 배 (의사)
- 2008.05.03 갈릴레오를 아십니까? (직원2)
- 2008.05.10 인연지문 (선우)
- 2008.06.07 중독 (약사)
- 2008.06.21 다방과 다방사이 (교장)
- 2008.06.28 모르는 여자 (직원1)
- 2008.07.12 네 잎 클로버 (경일)
- 2008.07.19 호접몽 (계함)
- 2008.09.27 무간지옥을 꿈꾸며 (해심)
- 2008.11.22 당신의 추억을 삽니다 (은행원)
- 2008.11.29 귀녀는 괴로워 (장진혁)
- 2008.12.06 투명인간 (직원 / 삐끼)
- 2008.12.13 기생 월향 - 사단칠정 살인사건 (효성)
- 2009.02.28 살아남은 이의 슬픔 (정훈)
- 2009.09.12 아버지의 기억 (아들)
- 2010.02.06 어느 멋진 날 (정우)

다큐멘터리 역사를 찾아서 (KBS 1라디오)
- (연기)

특별기획 <이금희의 신화 오딧세이> (KBS 3라디오)
- 2010.11.09 북미 인디언 신화 <운츠의 성인식> (운츠)

특집기획 라디오 다큐멘터리, 라디오 드라마 (KBS)
- 2010.08.29 국권침탈 100년 특집 <낙선재의 마지막 여인들, 덕혜옹주와 가혜 이방자> (각계 전문가 다큐멘터리 - 해설)
- 2014.04.18 장애인의 달 특별기획-대한민국 1교시 2014 <세모와 네모의 동그라미 교실> (에티켓 게임 왕국-문제 출제)

창사기념 특집 소리 동화 3부작 <역사 속의 장애 위인> (KBS 3라디오)
- 2012.03.01 제1부 임진왜란의 숨은 영웅 장애인 장군 황대중 (후손 인터뷰 - 해설)
- 2012.03.02 제2부 한발 정승 윤지완
- 2012.03.03 제3부 은둔의 대학자 조성기

KBS 라디오 특별기획 <부엉이 아저씨, 이야기 좀 들려주세요> (KBS)
- 2014.11.24 ~ 2014.11.28 (부엉이 아저씨)

KBS 라디오 특별기획 클래식 음악동화 <부엉이 아저씨, 음악가 이야기 좀 들려주세요> (KBS)
- 2015.10.05 ~ 2015.10.09 (부엉이 아저씨)

#### EBS
- 닥터 Y (닥터 Y)

라디오 소설 (EBS)
- 2012.12.17 ~ 2013.01.11 알렉상드르 뒤마 피스 <춘희-동백 아가씨> (아르망)
- 2013.07.01 ~ 2013.07.05 아서 코난 도일 <바스커빌 가의 개> (왓슨)
- 2013.07.08 ~ 2013.07.12 모리스 르블랑 <괴도 신사 뤼팽> (가니마르)

### 게임
- 구운몽~어느 소녀의 사랑이야기~ - 심연
- 디아블로3 - 로라스 나르
- 라그나로크2
- 리그 오브 레전드 - 라이즈, 오공, 스웨인, 카사딘
- 메이플스토리 - 카이저, 매그너스
- 블레이드앤소울
- 스타크래프트 II: 공허의 유산 - 사이클론, 라이라크
- 아이온
- 아키에이지 - 각 종족 오프닝 나레이션
- 엘소드 - 란, 페넨시오, 태양의 사자 솔레스
- 연애데이 - 라이언
- 웬디의 네버랜드 - 스타키 가브리엘
- 타르타로스 온라인 - 라제드, 케인, 마이더스, 레오니트, 미르, 이벤트 담당관 타우타우, 알퐁스, 나시프족 남성2, 안될센
- 티르 온라인
- 파이터스 클럽 - 잭
- 도타2 - 흑마법사
- 라임오딧세이 - 휴먼
- 이카루스 - 론도 테라문스
- 재배소년 - 그레인
- 세븐나이츠 - 오르카

### 방송
- TV비평 시청자데스크 (KBS) - 2013년 2월 23일 출연
- 한밤의 TV연예 (SBS)
- 위기탈출 넘버원 (KBS)
- MBC 스페셜 642회 : MBC 상암 시대개막 특집다큐멘터리 2부 '미래, TV를 보다' - 더빙

### 노래
- 내 마음 닿아라 - 완소! 퍼펙트 반장엔딩곡 (with 박성태, 김현심)

### 기타
- [문학집배원] 복효근, 세상에서 가장 따뜻했던 저녁 낭독

## 같이 보기
- 한국방송공사